# ゴースト・スクアッド・ハッカーズ
ゴースト・スクアッド・ハッカーズ (Ghost Squad Hackers、GSH、ゴースト・スクアッド・ハッカーズ、以下はGSHとする）は、複数のサイバー攻撃を行っている ハクティビストグループである。過去の標的には、中央銀行、Fox News、CNN、アメリカ軍、イスラエル政府などがある。s1ege（Leetにおいては「包囲」の意）として知られる事実上のリーダーによって率いられており、大抵は政治的な理由で標的を選ぶ。このグループはハクティビストグループ、アノニマスの一部である。

## 政府と組織への攻撃

### エチオピア政府への改竄
2016年1月にGSHは、エチオピアにおいて2015年後半に非常に暴力的になり、2016年8月から10月に再び悪化した抗議活動に同国治安部隊によって約500人の学生と活動家が殺害されたこと（2014年から2016年のオロモ抗議活動）への反応として、エチオピア政府のウェブサイトを改竄した。

### ドナルド・トランプ
2016年5月21日、GSHは難民やメキシコ人に対する人種差別的コメントと見て、ドナルド・トランプの公式ウェブサイトを標的に、DDoS攻撃を仕掛けた。GSHはトランプのサイトを攻撃した直後、トランプのホテルコレクションウェブサイトを閉鎖した。

### イスラエル国防軍への攻撃
このグループは、2016年4月7日にイスラエル国防軍のデータを漏洩すること遂げ、さらに悪名を高めた。同日、ハクティビストが行う作戦がアノニマスとともに立ち上げられ、同じ国防軍のデータベースを漏洩させ、何千人もの兵士、国境警備隊、イスラエル空軍の兵員情報をオンラインに掲載した。{{要検証}}

### クー・クラックス・クラン
2016年4月23日、GSHは、アメリカジョージア州でアノニマス対クー・クラックス・クランの抗議活動が行われている間、人種差別に抗議してより厳格な集団であるロイヤル・ホワイト・ナイツのウェブサイトを攻撃し閉鎖させた。

### ブラック・ライヴズ・マター
2016年、GSHはブラック・ライヴズ・マターの公式ウェブサイトを閉鎖させ、同運動が人種差別を助長していると非難した。

### 銀行
2016年2月に"Icarus作戦"が初めて開始されたとき、GSHとアノニマスは連携していた。この作戦は中央銀行システムを攻撃することを目的に、攻撃者たちは銀行の腐敗を非難し、市民の意識を高めたいとしていた。この攻撃はさらなる調査とサイバー攻撃に関して直接的に銀行システムに注目が集まるよう、より多くのハッキングチームとアノニマスの関連グループに呼びかける引き金となった。
GSHのリーダーs1egeは、イングランド銀行のメールサーバ、ニューヨーク証券取引所、フランス銀行、ギリシャ銀行、ヨルダン銀行、韓国銀行など、多数の銀行のウェブサイトに行われた攻撃の確証を主張した。s1egeは加えて、「世界を永久的混乱状態に陥れているエリート銀行連合」に報復するために「オンライン革命を開始したい」と表明した。この攻撃によって数百の銀行が標的となり、今では攻撃を受けた確かな銀行の数は不明である。

### CNN、FOXニュース
2016年6月には、GSHの悪評はさらに蓄積されていた。GSHのOpIsrael作戦に関するメディア報道が検閲された後、CNNやFox Newsなどの主流メディアをターゲットにしたOpSilence作戦が開始された。

### アメリカ軍のデータ漏洩
アメリカ軍の人事ファイルがハッキングされ、約2,437人分の陸軍関係者に関する情報が公開された。リンクの情報は、ダークネット上のオニオンリンクに、クレジットカード番号やアメリカ陸軍の個人情報を含むPastebinとともにアップロードされた。

### バトンルージュ市ウェブサイトの改竄
2016年7月19日、バトンルージュ市行政のウェブサイトのサブドメインが、以前、クー・クラックス・クランとBLMに対する攻撃でニュースになった後、1日に2回、グループによってハッキングされた。ただ、これらの攻撃はその月の5日にバトンルージュ警察によって市出身のAlton Sterling が射殺された警察の残虐行為に対する抗議としてが理由として、バトンルージュのウェブサイトは、死亡の男性の写真の改竄とともにメッセージが添えられた。「黒人であることは犯罪であるはずがない！これは彼の射殺に対する報復だ。彼が黒人だからといって悪人というわけではない。代償は払ってもらう。我々は正義だ。我々はゴースト・スクワッド・ハッカーズだ。スターリングよ、安らかに眠れ」

### アフガニスタン政府と関係者
2016年7月31日、グループはアフガニスタンの国家和解高等評議会議長であるアブドラ・アブドラの公式Twitterアカウントを乗っ取り、アフガニスタンとアメリカ間の汚職と麻薬取引疑惑に対する意識を高める取り組みを行った。グループはまた、アフガニスタン公的信用登録簿のウェブサイトを改竄した。これにより、さらにアブドラのアカウントを含むいくつかのソーシャルメディアアカウントにアクセスし、以下のツイートをした。
「アフガニスタン政府はGSHによってハッキングされました #CheifExecutiveOfficer 聞こえますか? twitter.com/afgexecutive。政府のサーバでエクスプロイトを見つけ、出来るだけのすべてのログインを取得しました。他にもありますが、アブドラは電話制限を使用しておらず、2FAは有効になっていません」
アフガニスタン政府への攻撃は、アフガニスタンの評議会議長のツイッターアカウントを標的とした攻撃に続き、9月1日も行われ、グループは1日ですべてアフガニスタン政府の12のウェブサイトを改竄し攻撃した。これには、法務省 (アフガニスタン)、国防省 (アフガニスタン)、外務省 (アフガニスタン)、難民帰還省、アフガニスタン司法長官事務所が含まれていた。イスラエルの首相とイスラエル銀行を閉鎖した後、作戦のOpSilenceとOpIsraelの一環としてパレスチナ領土への意識の高まりを期待し、さらなる攻撃が続いた。

### ISILの暗号化作戦
2017年のGSHの焦点はISILを標的に、インターネットとソーシャルメディアから完全に排除することへわずかに移した。Facebook、Twitter、Telegramの多数のアカウントがハッキングされ、ISILの削除対象者の膨大なリストに追加された。グループが更に取り組んだところ、後に爆弾指示と実行計画が明らかになった。
s1egeは2018年のCBSニュースのインタビューに対して「我々はアメリカの選挙を攻撃することには関心がない。すでにハッキングされている。我々の目標はISILだ」と答えた。
2019年2月12日、s1egeはISILに関するTelegramとWhatsAppのグループとチャンネルの管理者の大容量の情報を公開した。ハッキングされた携帯電話とモバイルデバイス、Telegramアカウント、フェイスブック、Twitterアカウント、クレジットカード、位置情報データ、政府発行のIDカード、管理者のIPログ情報が晒された。グループは暗号済みの通信アプリケーションでISILのコミュニティに侵入、マルウェアとエクスプロイトを用いて管理者の暴露に成功した。この漏洩情報はmega.nzとこのハッカーグループの公式Twitterで公開された。TelegramとWhatsAppの管理者であるRiffat Mahmood Khanはオーバーン在住の元タクシー運転手で、ISILと繋がりを持っており、同グループの暗号化メッセージを管理していたと非難されていた。Khanは2015年にISILを支援するためシリアに渡航。半年後にトルコ経由で紛争地域から帰国し、2015年9月、空港に到着後すぐにオーストラリア連邦警察に連行された。ヘラルドが入手したビデオ映像、オーバーンの自宅に警官が群がる中、家族が警官に自宅から連れ出される様子が映っていた。実際にはKhanはシリアの戦闘に参加はしていなかったと見られているが、シリアに戻る前に過激派グループと過ごし、カリフ国（ISIL）のために活動を続けたとされている。元タクシー運転手はISILの暗号化されたメッセージに関与し、過激イスラム組織が内部連絡、勧誘に使うWhatsAppやTelegramのグループの事実上の管理者であった。グループが漏洩した文書によれば、ISIL支持者として告発された男性の子ども数人が地元のイスラム学校アル・バヤンに在籍していた。男は南グランビルのアル・ヌール・モスクで過激化したとの情報がある。またグループが公開したハッキングした携帯電話の画像には、ISIL旗を振り回す子供達、ベニスの空になびく旗、爆発、血まみれのナイフ、"楽園まであと一発"というミーム、重傷を負った兵士らが写っていた。グループが漏洩したデータによると、ISIL支持者として知られたベルギー人（Siraj El Moussaoui）が、携帯電話に最も効果的に斬首する方法に関する動画を保存していた。このベルギー人は2016年にISILへの参加を試みたものの失敗し、ベルギーで攻撃を企てた疑いで逮捕された。

### インド政府サイトの改竄
2020年4月から、グループはインド政府のサーバ、オーストラリア政府のウェブサイトの大規模な改竄やルート権限の奪取をし、オーストラリア政府のデータを漏洩した。オーストラリア政府やインド政府など、さまざまな政府も含まれていた。グループはTwitterフィードでは、パンデミック中の様々な政府ウェブサイトに対する攻撃疑惑を、twitterで以前の「#FreeJulianAssange」作戦に関係するハッシュタグで多数共有している。
6月において、ジャンムーとカシミールでのインターネット禁止に抗議し、インド政府のウェブサイトのハッキングした罪を認めた。
GSHはLiveWireのインタビューで次のように警告した。「ジャンムーとカシミールの人々へ、私たちはあなた方の努力を支持し、このパンデミックと専制政府の支配を通してあなた方を支え続けます。インド政府が固持するのであれば、我々もより粘り強く貫きます。どんな地域、州、民族グループであっても、制限があっても、インターネットに繋がれないべきではありません。これらは基本的な市民の権利そして自由です」。

### 欧州宇宙機関の改竄（ESA）
2020年7月、は欧州宇宙機関（ESA）のウェブサイトを改竄した。この攻撃は単純に楽しみのためだったとGSHはしていた。グループはサーバサイドリクエストフォージェリ（SSRF）のリモートコード実行の脆弱性を悪用し、その後"business.esa.int"のサーバに対して改竄したと言及した。データの漏洩する計画はなく、目的はサーバの脆弱性を示すことだけであった。ESAのビジネスドメインのハッキングから1週間足らずの内にhttps://space4rail.esa.intのウェブサイトも改竄した。

### アイダホ州のウェブサイトの改竄
2020年7月27日、グループはアイダホ州のウェブサイトサーバから各機関を各自のサーバから締め出すことに成功した。標的となったアイダホ州政府のウェブサイトには、アイダホ州最高裁判所、アイダホ州裁判所、アイダホ州公園・レクリエーション、教育機関のアイダホ州STEMアクションセンター、があった。スパイ活動法違反で起訴されたウィキリークスの創設者、ジュリアン・アサンジに関するメッセージを表示させるために使われた。メッセージには「ジュリアン・アサンジを解放せよ！ジャーナリズムは犯罪ではない」とあった。

### 多数の警官または警察局のデータ漏洩
GSHは、バーモント州保安官協会への侵入に確信を主張し、結果的にさまざまな同州保安官の氏名、住所、財務データ、通信データが漏洩された。漏洩したデータは、警察の暴力の犠牲になった、ジョージ・フロイド、ジェイコブ・ブレーク、ブリオナ・テイラーなど、多数の犠牲者の射殺に対する報復として公開された。